# 1704 Вахманн
1704 Вахманн (1704 Wachmann) — астероїд головного поясу, відкритий 7 березня 1924 року.
Тіссеранів параметр щодо Юпітера — 3,643.